# Radoslav Dimitrov
Radoslav Boncev Dimitrov (în bulgară Радослав Бончев Димитров; n. 12 august 1988, Loveci, Loveci, Bulgaria) este un fotbalist bulgar, care joacă pe post de fundaș lateral la PFC Spartak Varna⁠(d) în A PFG. Pe plan internațional, are prezențe la națională pentru Bulgaria Sub-21⁠(d) și Bulgaria.